# دیوید اتیبا کارلس
دیوید اتیبا کارلس (انگلیسی: David Atiba Charles؛ زادهٔ ۲۹ سپتامبر ۱۹۷۷) یک بازیکن فوتبال اهل ترینیداد و توباگو است.
وی همچنین در تیم ملی فوتبال ترینیداد و توباگو بازی کرده‌است.